# François Boisard
Pour les articles homonymes, voir Boisard.
François Boisard, né le 26 janvier 1786 à Yvetot et mort le 22 novembre 1851 à Cormelles, est un biographe français.

## Biographie
Après ses études à l’École centrale du Calvados, Boisard est parti, en 1804, pour le camp de Montreuil-sur-Mer, où il a servi comme pharmacien de 3e classe, sous les ordres de son oncle, Jean Boisard, pharmacien en chef de la Grande-Armée. Le camp fut levé, il est passé en Italie et a suivi Napoléon dans le Wurtemberg.
Nommé aide-major le 1er juillet 1806, il a fait les campagnes de Prusse, de Pologne et d’Espagne, et reçu le titre de pharmacien major le 19 juin 1813. Emmené prisonnier en Hongrie après la capitulation de Dresde, il a occupé sa captivité en terminant Nérelle, roman pastoral, en cinq livres, publié chez Poisson, imprimeur à Caen, dans le courant de 1817.
Rentré en France, après la Restauration de 1814, il s’est fait recevoir avocat, avant de renoncer presque aussitôt à la plaidoirie pour une administration financière. Nommé percepteur à Vieux-Pont, le 31 octobre 1815, il est entré peu de temps après dans les bureaux de la préfecture du Calvados, et passé chef de division, dès le 1er juin 1817.
Sans illusions, malgré le succès de Nérelle, sur la capacité de la littérature à lui assurer un revenu, il s’est consacré à l’administration, coordonnant une foule de lois, de décrets, d’ordonnances, de décisions, disséminés dans les bulletins ou épars dans les archives des bureaux. Ainsi, en 1820, il a publié le Manuel des percepteurs, ou collection méthodique des dispositions législatives et réglementaires auxquelles ces comptables sont tenus de se conformer. Un Supplément de 139 pages a paru en 1824, sorti des mêmes presses et il a eu le même succès.
S’occupant, dans ses loisirs, de statistique, le préfet l’a engagé, en 1828, à rédiger un Annuaire du Calvados, tâche qu’il a acceptée d’autant plus volontiers qu’il était, comme chef de bureau, dans la seule condition possible pour bien faire un tel ouvrage, exact, précis, méthodique. Il a, depuis 1829, publié un volume chaque année et, au moment de sa mort, le 24e (1852) était en partie imprimé.
En 1830, il a été nommé conseiller de préfecture et, du 7 mai 1834 jusqu’à la révolution de février 1848, il a rempli les fonctions de secrétaire général. En 1834, quand le parti conservateur a fondé un journal, il lui en a donné la direction, mais il n’y a pris qu’une part peu active. Ne se sentant pas né pour les luttes de la presse, plus il avançait dans sa carrière, et moins il se sentait d’énergie pour la polémique politique : il y a donc renoncé pour ne plus s’occuper que de travaux administratifs et littéraires.
En 1846, il a fait réimprimer Nérelle, édition enrichie d’opuscules, également réimprimés, à l’exception de 69 pensées, sous le titre d’Agrisomnia. Ces opuscules sont : Fragment d’un voyage en Espagne ; Itinéraire d’un prisonnier ; Notice sur les Cziganys de Hongrie, écrits avec clarté, pureté, élégance. L’année suivante, il a réuni les biographies de son Annuaire, les augmentant, les complétant, pour les publier, au commencement de 1848, sous le titre de Notices biographiques, littéraires et critiques sur les hommes du Calvados qui se sont fait remarquer par leurs actions et par leurs ouvrages, où les écrivains obscurs sont légèrement et brièvement traités, mais où les auteurs comme Chênedollé, Malfilâtre, Malherbe, Montchrestien, les frères d'Aigneaux, etc. ont d'assez longs articles.
Peu favorable à la révolution de février 1848, la Deuxième République lui a néanmoins bientôt confié l'administration de l'arrondissement de Vire. Après y avoir été sous-préfet, plusieurs mois de 1849, il est revenu à Caen comme conseiller de préfecture. Fatigué de travaux et de maladies, il vivait dans une sorte de solitude, se retirant chaque soir dans son habitation de Cormelles, où il a terminé ses jours.
Il était membre associé de l'Académie de Caen et de quelques autres Sociétés savantes.